# Hiroko Kuwata
Hiroko Kuwata (jap. 弘子桑田 Kuwata Hiroko; ur. 18 grudnia 1990) – japońska tenisistka, medalistka Uniwersjady.

## Kariera tenisowa
W przeciągu kariery wygrała siedem turniejów singlowych i dwadzieścia jeden deblowych rangi ITF. 9 maja 2016 zajmowała najwyższe miejsce w rankingu singlowym WTA Tour – 150. pozycję. 13 lipca 2015 roku osiągnęła najwyższą lokatę w deblu – 112. miejsce.
W 2011 roku podczas Uniwersjady zdobyła srebrny medal w rozgrywkach drużynowych, startując z Shūko Aoyamą, Sachie Ishizu oraz Kotomi Takahatą. Dwa lata później na tej samej imprezie zdobyła dwa medale: złoty w grze drużynowej wraz z Sachie Ishizu oraz Yuki Tanaką, a także srebrny w grze mieszanej, startując w parze z Shōta Tagawa.
W 2014 roku po raz pierwszy zadebiutowała w rozgrywkach rangi WTA, podczas turnieju Citi Open w Waszyngtonie. Do drabinki głównej przebiła się z klasyfikacji. W pierwszej rundzie pokonała Alison Riske, a w drugiej uległa Anastasji Pawluczenkowej. W grze podwójnej wraz z Kurumi Narą awansowała do finału.

## Finały turniejów WTA
| Legenda                     | Legenda |
| --------------------------- | ------- |
| Wielki Szlem                |         |
| Igrzyska olimpijskie        |         |
| WTA Tour Championships      |         |
| 2009 – 2020                 |         |
| WTA Premier Mandatory       |         |
| WTA Premier 5               |         |
| WTA Premier                 |         |
| WTA International Series    |         |
| WTA 125K series (2012–2020) |         |

### Gra podwójna 1 (0-1)
| Końcowy wynik | Nr | Data            | Turniej    | Nawierzchnia | Partnerka   | Przeciwniczki                   | Wynik finału |
| ------------- | -- | --------------- | ---------- | ------------ | ----------- | ------------------------------- | ------------ |
| Finalistka    | 1. | 3 sierpnia 2014 | Waszyngton | Twarda       | Kurumi Nara | Shūko Aoyama Gabriela Dabrowski | 1:6, 2:6     |

## Wygrane turnieje rangi ITF
| turnieje z pulą nagród 100 000 $ |
| turnieje z pulą nagród 75 000 $  |
| turnieje z pulą nagród 50 000 $  |
| turnieje z pulą nagród 25 000 $  |
| turnieje z pulą nagród 15 000 $  |
| turnieje z pulą nagród 10 000 $  |

### Gra pojedyncza
|    | Data       | Turniej  | Naw.            | Przeciwniczka       | Wynik            |
| 1. | 24/03/2012 | Kōfu     | Twarda          | Liu Fangzhou        | 6:4, 4:6, 7:6(7) |
| 2. | 17/08/2013 | Uşak     | Twarda          | Michaela Frlicka    | 7:6(3), 6:2      |
| 3. | 14/09/2013 | Kioto    | Dywanowa (hala) | Akiko Yonemura      | 6:1, 6:2         |
| 4. | 26/09/2015 | Bangkok  | Twarda          | Bunyawi Thamchaiwat | 6:3, 7:6(4)      |
| 5. | 01/11/2015 | Bangkok  | Twarda          | Wałerija Strachowa  | 7:5, 6:4         |
| 6. | 08/05/2016 | Gifu     | Twarda          | Wang Qiang          | 6:2, 2:6, 6:4    |
| 7. | 10/06/2018 | Singapur | Twarda          | Jovana Jakšić       | 7:6(4), 6:0      |

### Gra podwójna
|     | Data       | Turniej   | Naw.            | Partnerka          | Przeciwniczki                           | Wynik             |
| 1.  | 18/03/2012 | Miyazaki  | Trawiasta       | Akari Inoue        | Kanae Hisami Yumi Miyazaki              | 6:3, 6:0          |
| 2.  | 24/06/2012 | Mie       | Trawiasta       | Yuuki Tanaka       | Akari Inoue Kaori Onishi                | 6:3, 3:6, 10–5    |
| 3.  | 23/03/2013 | Kōfu      | Twarda          | Akari Inoue        | Han Na-lae Yang Zi                      | 3:6, 7:5, 10–7    |
| 4.  | 14/09/2013 | Kioto     | Dywanowa (hala) | Miyu Katō          | Mana Ayukawa Emi Mutaguchi              | 6:4, 6:2          |
| 5.  | 15/06/2014 | Fergana   | Twarda          | Mari Tanaka        | Nao Hibino Prarthana Thombare           | 6:1, 6:4          |
| 6.  | 13/07/2014 | Gatineau  | Twarda          | Chiaki Okadaue     | Mana Ayukawa Justyna Jegiołka           | 6:1, 6:4          |
| 7.  | 20/07/2014 | Granby    | Twarda          | Riko Sawayanagi    | Erin Routliffe Carol Zhao               | walkower          |
| 8.  | 08/02/2015 | Grenoble  | Twarda (hala)   | Demi Schuurs       | Manon Arcangioli Cindy Burger           | 6:1, 6:3          |
| 9.  | 15/03/2015 | Mildura   | Trawiasta       | Yuuki Tanaka       | Tian Ran Wang Yan                       | 6:2, 6:0          |
| 10. | 06/06/2015 | Andiżan   | Twarda          | Nigina Abduraimova | Wieronika Kudiermietowa Ksienija Łykina | 4:6, 7:6(5), 11–9 |
| 11. | 26/09/2015 | Bangkok   | Twarda          | Ayaka Okuno        | Mana Ayukawa Yuuki Tanaka               | 2:6, 6:1, 10–6    |
| 12. | 31/07/2016 | Lexington | Twarda          | Zhu Lin            | Sophie Chang Alexandra Mueller          | 6:0, 7:5          |
| 13. | 23/10/2016 | Suzhou    | Twarda          | Akiko Ōmae         | Jacqueline Cako Sabina Sharipova        | 6:1, 6:3          |
| 14. | 07/01/2017 | Hongkong  | Twarda          | Akiko Ōmae         | Ksienija Łykina Riko Sawayanagi         | 6:1, 6:0          |